# Стефан Пейчев (скулптор)
Стефан Пейчев е български скулптор, автор на редица военни паметници и други монументални творби.
Стефан Пейчев е роден на 14 септември 1897 г. в град Сливен. След като завършва средно образование в родния си град през 1920 г. записва да следва в Държавната художествена академия в София при професорите Никола Ганушев и Жеко Спиридонов. След това, през 1927 г. специализира в Римската академия за изящни изкуства, която завършва при проф. Луппи в следващата 1928 г. В периода от 1921 до 1925 г. има две самостоятелни художествено-декоративни организирани изложби, като втората е посетена от повече от 3000 почитатели на това изкуство. По- късно участва в конкурса за построяването паметника на връх Шипка. През 1937 г. взима участие на международна приложна изложба, на която е награден със сребърен медал.
Стефан Пейчев почива на 5 май 1976 г.

## Реализирани проекти
| Паметник на падналите във войните                   | 1926        | Ботево                       | изкуствен камък, съвместно с Мина Иванова |
| Паметник на митрополит Геврасий                     | 1929        | Сливен                       | врачнски камък                            |
| Паметник на Хаджи Димитър и сливенските възрожденци | 1931 – 1935 | Сливен                       | бронз                                     |
| Бюст-паметник на Добри Желязков                     | 1934        | Сливен                       | 1937, копие в Борисовата градина          |
| Паметник на падналите във войните                   |             | Нова Загоа, Коньово и Гагаля |                                           |
| Паметник на Христо Ботев                            |             | Козлодуй                     |                                           |
| Паметник на Софроний Врачански                      | 1974        | Котел                        |                                           |

## Награди
- Орден „Св. св Кирил и Методий“ II степен, за цялостно творчество.[1]
- Награда за литература и изкуство „Добри Чинтулов“.[1]